# Regne dels Rugis
El Regne dels Rugis va ser establert pels Rugis germànics a l'actual Àustria al segle V.

## Història

### Fons
Els rugis eren una tribu germànica oriental que probablement va emigrar del sud-oest de Noruega a Pomerània al segle I. A principis del segle IV, els rugis es van traslladar cap al sud i es van establir a l'alt Tisza, a l'antiga Pannònia, en el que ara és l'Hongria moderna. Més tard van ser atacats pels huns i van lluitar al costat d'Àtila a la Batalla dels Camps Catalàunics el 451. El 453, es van rebel·lar amb èxit contra els huns, juntament amb altres tribus germàniques, a la batalla de Nedao, després de la qual cosa es van establir als comtats de Waldviertel i Weinviertel, que es troben al nord del Danubi. Avui dia, aquests comtats formen part de la Baixa Àustria, però mai van formar part de la província romana de Nòric.

### Regne
L'any 467, els rugis governaven un regne amb seu a la Baixa Àustria sota el seu rei Flaciteu. Després de la seva mort el 475, Flaciteu va ser succeït pel seu fill Feleteu, que estava casat amb la goda Gisa. El 476, Feleteu va donar suport als mercenaris hèruls i estirs d'Odoacre, que va enderrocar l'emperador romà Ròmul Augústul i es va convertir en rei d'Itàlia. L'emperador romà d'Orient Zenó va aconseguir crear un conflicte entre els rugis i Odoacre, Feliteu va matar el seu germà Ferderuc, que donava suport a Odoacre. Odoacre va envair posteriorment el Regne dels Rugis, on va derrotar completament les tropes rugis i va capturar Feliteu i la seva esposa, que van ser executats a Ravenna el 487. El seu territori va ser posteriorment colonitzat pels longobards. Dos anys més tard, els rugis es van unir al rei ostrogot Teodoric el Gran, que va envair Itàlia i va derrotar Odoacre el 493.

## Llista de reis
- Flaciteu (454–475)
- Feleteu (475–487)
- Frideric (487–492/493), reclamant